# Batalha de Solferino
A Batalha de Solferino, ocorrida em 24 de junho de 1859, próximo ao comune italiano de Solferino, foi um combate decisivo da Segunda Guerra de Independência Italiana, resultante da invasão do Piemonte-Sardenha pelos austríacos em 1859. Essa batalha resultou na vitória das tropas francesas de Napoleão III e Sardo-Piemontesas de Vítor Emanuel II sobre o exército austríaco comandado pelo imperador Francisco José I da Áustria (Franz Joseph).

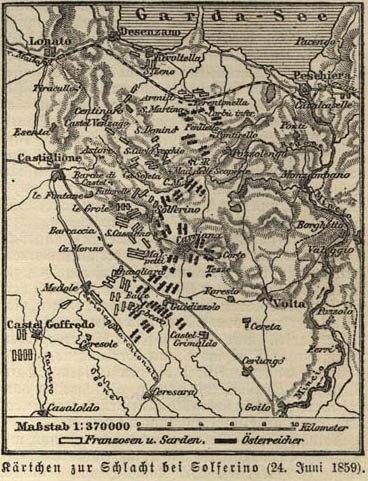
Mapa da Batalha de Solferino.

Mais de 200 000 soldados lutaram nessa importante batalha, a maior desde a Batalha de Leipzig, em 1813. Nessa batalha lutaram aproximadamente 100 000 soldados da Áustria contra 118 600 soldados franco-piemontesas.
Esse confronto foi entre os austríacos, que marcharam sobre o Norte da Península Itálica, e as forças franco-piemontesas, que se opuseram ao avanço austríaco. A batalha foi particularmente dura, durando mais de nove horas e resultou na destruição de mais de 3 000 tropas austríacas, com 10 807 feridos e 8 638 desaparecidos ou capturados. As tropas aliadas também sofreram muitas baixas, com 2492 mortes, 12 512 feridos e 2 922 capturados ou desaparecidos. Notícias de soldados feridos de ambos os lados sendo baionetados ou baleados adicionou horror à batalha. No final, as forças austríacas foram forçadas a entregar suas posições e a aliança franco-piemontesa ganhou uma estratégica, mas custosa, vitória.
A batalha teve uma consequência de longo prazo no futuro da condução de ações militares. Henri Dunant, que testemunhou a batalha em pessoa, foi motivado pelo horroroso sofrimento de soldados feridos a abandonar os campos de batalha e iniciar uma campanha que resultaria na Convenção de Genebra e na fundação da Cruz Vermelha.